# Elitloppet 1985
Elitloppet 1985 var den 34:e upplagan av Elitloppet, som gick av stapeln måndagen den 27 maj 1985 på Solvalla i Stockholm. Finalen vanns av den svensktränade hästen Meadow Road, körd och tränad av Torbjörn Jansson.
1985 års Elitlopp blev det snabbaste som någonsin körts, och flera världsrekord sattes. I det första kvalheatet satte Mon Tourbillon världsrekord på 1.11,9 över 1 609 meter, vilket sedan slogs av Minou du Donjon i det andra kvalheatet, då denne sprang 1.11,5 över 1 609 meter
Meadow Road lottades till spår åtta i försöket och placerade sig på fjärde plats. I finalen lottades hästen till spår sju, något som inte behagade hästens tränare och kusk, Torbjörn Jansson. Meadow Road vann dock finalen på den snabbaste finaltiden någonsin, 1.11,6 över 1 609 meter.
Detta var även sista året som tröstloppet Elitloppet Consolation kördes, för de hästar som deltagit i kvalheaten, men som inte lyckats kvala in till finalen.

## Upplägg och genomförande
Elitloppet är ett inbjudningslopp och varje år bjuds 16 hästar som utmärkt sig in till Elitloppet. Hästarna lottas in i två kvalheat, och de fyra bästa i varje försök går vidare till finalen som sker 2–3 timmar senare samma dag. Desto bättre placering i kvalheatet, desto tidigare får hästens tränare välja startspår inför finalen. Samtliga tre lopp travas sedan 1965 över sprinterdistansen 1 609 meter (engelska milen) med autostart (bilstart). I Elitloppet 1985 var förstapris i finalen 350 000 kronor, och 100 000 kronor i respektive kvalheat.

## Kvalheat 1
| P | S | Häst           | Kusk              | Tränare           | Land      | Odds  | Tid    |
| - | - | -------------- | ----------------- | ----------------- | --------- | ----- | ------ |
| 1 | 8 | Mon Tourbillon | Jean-Pierre Viel  | Jean-Pierre Viel  | Frankrike | 2,74  | 1.11,9 |
| 2 | 3 | Micado C.      | Ulf Nordin        | Ulf Nordin        | Sverige   | 41,90 | 1.12,0 |
| 3 | 6 | Viroid         | Anders Lindqvist  | Barbro Lundin     | Sverige   | 9,30  | 1.12,2 |
| 4 | 7 | The Onion      | Stig H. Johansson | Stig H. Johansson | Sverige   | 2,20  | 1.12,3 |
| 0 | 4 | Legolas        | Thomas Nilsson    | Thomas Nilsson    | Sverige   | 5,20  | 1.12,5 |
| 0 | 2 | Wholly Arnie   | Ron Waples        | Billy Haughton    | USA       | 13,10 | 1.15,2 |
| d | 5 | Victoria S.    | Bo W. Takter      | Bo W. Takter      | Sverige   | 56,70 | dug    |
| d | 1 | Balboa         | Jorma Pesonen     | Jorma Pesonen     | Finland   | 54,30 | dug    |

## Kvalheat 2
| P | S | Häst            | Kusk               | Tränare            | Land      | Odds  | Tid    |
| - | - | --------------- | ------------------ | ------------------ | --------- | ----- | ------ |
| 1 | 4 | Minou du Donjon | Olle Goop          | Jean-Lou Peupion   | Frankrike | 8,06  | 1.11,5 |
| 2 | 5 | Brandy Hanover  | Ove Kristoffersson | Ove Kristoffersson | Sverige   | 42,10 | 1.11,6 |
| 3 | 6 | Rosalind's Guy  | Veijo Heiskanen    | Veijo Heiskanen    | Finland   | 37,50 | 1.11,7 |
| 4 | 8 | Meadow Road     | Torbjörn Jansson   | Torbjörn Jansson   | Sverige   | 2,30  | 1.11,8 |
| 0 | 3 | Matiné          | Johnny Takter      | Johnny Takter      | Sverige   | 4,20  | 1.12,2 |
| 0 | 2 | Singing Clöving | Helmut Biendl      | Helmut Biendl      | Tyskland  | 11,90 | 1.12,5 |
| 0 | 7 | Quick Trip      | John Hogan         | John Hogan         | USA       | 35,40 | 1.12,7 |
| 0 | 1 | Evita Broline   | Berndt Lindstedt   | Stig H. Johansson  | Sverige   | 3,40  | 1.13,6 |

## Finalheat
| P | S | Häst            | Kusk               | Tränare            | Land      | Odds  | Tid      |
| - | - | --------------- | ------------------ | ------------------ | --------- | ----- | -------- |
| 1 | 7 | Meadow Road     | Torbjörn Jansson   | Torbjörn Jansson   | Sverige   | 5,72  | 1.11,6   |
| 2 | 5 | Rosalind's Guy  | Veijo Heiskanen    | Veijo Heiskanen    | Finland   | 41,90 | 1.11,6   |
| 3 | 1 | Brandy Hanover  | Ove Kristoffersson | Ove Kristoffersson | Sverige   | 20,00 | 1.11,8   |
| 4 | 3 | Mon Tourbillon  | Jean-Pierre Viel   | Jean-Pierre Viel   | Frankrike | 1,80  | 1.11,8   |
| 5 | 8 | The Onion       | Stig H. Johansson  | Stig H. Johansson  | Sverige   | 9,10  | 1.11,9   |
| 0 | 2 | Minou du Donjon | Olle Goop          | Jean-Lou Peupion   | Frankrike | 4,00  | 1.11,9   |
| 0 | 6 | Viroid          | Anders Lindqvist   | Barbro Lundin      | Sverige   | 16,50 | 1.12,5   |
| 0 | 4 | Micado C.       | Ulf Nordin         | Ulf Nordin         | Sverige   | 19,60 | 1.16,5ag |